# De Nieuwsgier
De Nieuwsgier was een Nederlandstalig ochtendblad dat in Batavia/Jakarta uitgegeven werd. De krant verscheen van 1945 tot 1957, als opvolger van een concentratiekampkrant en bediende de Nederlandse gemeenschap. In januari 1957 publiceerde de Nederlandse journalist Willem Oltmans, als correspondent voor diverse publicaties in Jakarta gestationeerd in deze krant de tekst van de zogeheten Petitie Drost, waarin bij de Tweede Kamer het openen van onderhandelingen met de Indonesische regering werd bepleit voor een overdracht van Nederlands Nieuw-Guinea (Irian Barat).
Met het vertrek van de Indische Nederlanders in 1957 verdween ook de krant.